# Nasikabatrachus sahyadrensis
Nasikabatrachus sahyadrensis is een kikker uit de familie Nasikabatrachidae. Het is een van de twee bekende soorten uit het geslacht Nasikabatrachus.

## Naamgeving
De groep werd voor het eerst wetenschappelijk beschreven door Sathyabhama Das Biju en Franky Bossuyt in 2003.
De wetenschappelijke geslachtsnaam Nasikabatrachus betekent neuskikker, van 'nasika' (Sanskriet voor neus) en 'batrachos' (Grieks voor kikker). Het dier heeft inderdaad een opvallende wipneus. Het is een vrij grote en plompe kikker, zwart van boven en grijs van onder, die aangetroffen werd in het bos rond een kardemomplantage in Kerala.

## Uiterlijke kenmerken
De kikker bereikt een lichaamslengte van ongeveer 5,3 tot 9 centimeter, de vrouwtjes worden duidelijk groter dan de mannetjes. De snuit is zeer spits en heeft een kleine opening waardoor de tong naar buiten kan worden gestoken. De tong heeft een schijfvormig uiteinde. De ogen zijn klein, de neusgaten zijn aan de bovenzijde van de kop gepositioneerd. Het lichaam is gedrongen wat te maken heeft met de gravende levenswijze.

## Ontdekking
De pas in oktober 2003 ontdekte soort Nasikabatrachus sahyadrensis is gevonden in India door Sathyabhama Das Biju van de Universiteit van Kerala (India) en Franky Bossuyt van de Vrije Universiteit Brussel.
Genetisch onderzoek wees uit dat het dier het nauwst verwant is aan een familie van de Seychellen, de seychellenkikkers (Sooglossidae). Deze familie telt vier soorten en komt alleen op deze eilanden voor. Samen met deze dieren vertegenwoordigt Nasikabatrachus sahyadrensis een vroege aftakking van de Neobatrachia, die waarschijnlijk oorspronkelijk op het India-Seychellen-Madagaskarkraton leefde dat zich in het Krijt afsplitste van Gondwana.